# Хоуп-Джонстон, Джеймс, 3-й граф Хоуптоун
Джеймс Хоуп-Джонстон, 3-й граф Хоуптаун (англ. James Hope-Johnstone, 3rd Earl of Hopetoun; 23 августа 1741 — 29 мая 1816) — шотландский пэр, политик и офицер.

## Биография

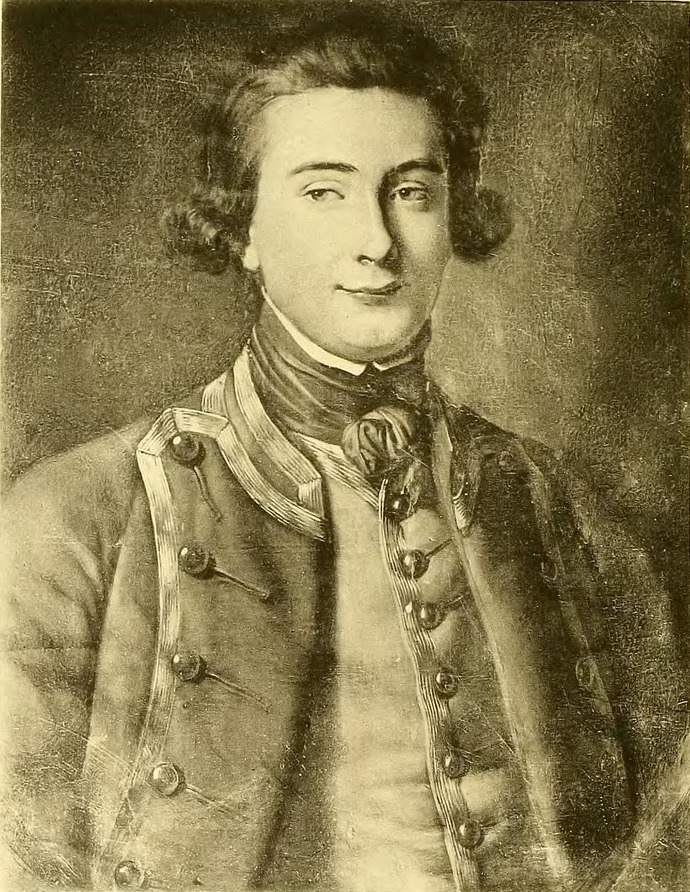
Джеймс Хоуп-Джонстон, 3-й граф Хоуптаун

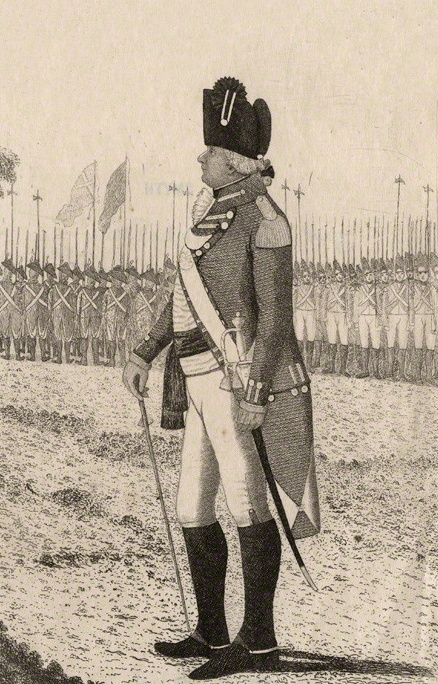
Граф Хоуптаун в военной форме

Родился 23 августа 1741 года. Единственный сын Джона Хоупа, 2-го графа Хоуптауна (1704—1781), и его первой жены, леди Энн Огилви (? — 1759), дочери Джеймса Огилви, 5-го графа Финдлатера (1688—1764).
Поступил на службу в британскую армию, с 1758 по 1764 год носил звание прапорщика (младшего офицера) в 3-м пехотном гвардейском полку. В 1759 году он участвовал в битве при Миндене.
12 февраля 1781 года после смерти своего отца Джеймс Хоуп унаследовал титул 3-го графа Хоуптауна (Пэрство Шотландии), 3-го виконта Эйтри (Пэрство Шотландии) и 3-го лорда Хоупа (Пэрство Шотландии). В том же году он был назначен куратором (опекуном по делам невменяемых) для своего двоюродного дяди Джорджа Ванден-Бемпде, 4-го графа Аннандейла и Хартфелла (1720—1792).
С 1794 по 1816 год — лорд-лейтенант Линлитгоушира, с 1784 по 1750, и с 1794 по 1796 год — шотландский пэр-представитель в Палате лордов Великобритании.
В 1786 году он был избран членом Королевского общества Шотландии. Его кандидатуру предлагали Джон Уокер, Джеймс Хаттон и Генри Каллен.
3 февраля 1809 года для него был создан титул 1-го барона Хоуптауна из Хоуптауна в графстве Линлитгоушир (Пэрство Соединённого королевства).
29 апреля 1792 года Джеймс Хоуптаун унаследовал как de-юре 5-й граф Аннандейл и Хартфелл и 5-й лорд Джонстон после смерти своего двоюродного дяди Джорджа Ванден-Бемпде, хотя он так и не претендовал на этот титул. Он также унаследовал семейные поместья Джонстонов и принял эту фамилию в дополнение к фамилии Хоуп.
Джеймс Хоуп-Джонстон скончался в Хоуптаун-хаусе 29 мая 1816 года.

## Семья

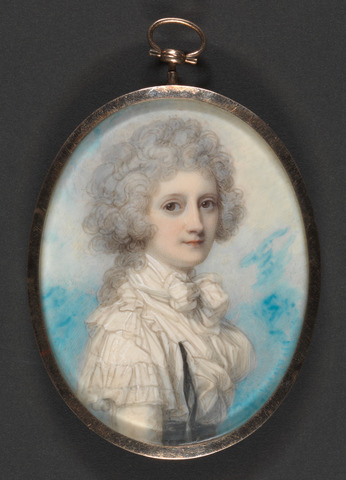
Элизабет, графиня Хоуптаун (? — 1793), жена 3-го графа Хоуптауна

16 августа 1766 года Джеймс Хоуп-Джонстон женился на леди Элизабет Карнеги (? — 19 августа 1793), дочери Джорджа Карнеги, 6-го графа Нортеска, и леди Энн Лесли. У супругов было пять дочерей:
- Леди Энн Хоуп Джонстон (13 января 1768 — 28 августа 1818), де-юре 6-я графиня Аннандейл и Хартфелл. Она вышла замуж за Уильяма Джонстона Хоупа
- Леди Джемайма Хоуп Джонстон (? — 29 августа 1808), в 1803 году она вышла замуж за адмирала сэра Джорджа Хоупа-Вера, от брака с которым у неё был один сын.
- Леди Джейн Элизабет Хоуп Джонстон (? — 1786), умерла незумужней
- Леди Джорджиана Хоуп Джонстон (? — 17 сентября 1797), в 1793 году она вышла замуж за Эндрю Кокрейна (1767—1833), младшего сына Томаса Кокрейна, 8-го графа Дандональда. Эндрю Кокрейн добавил «Джонстон» к своей фамилии, чтобы стать Эндрю Кокрейном-Джонстоном.
- Леди Люсинда Хоуп Джонстон.

Лорд Хоуптаун пережил Элизабет более чем на двадцать лет и умер в мае 1816 года в возрасте 74 лет. Ему наследовал титул графа Хоуптауна его сводный брат Джон Хоуп (1765—1823). Претензии на титул графа Аннандейла и Хартфелла перешли к его старшей дочери леди Энн, которая вышла замуж за Уильяма Джонстона Хоупа (1766—1831).